# Нуньес, Эрнан
Эрнан Нуньес де Толедо-и-Гусман (исп. Hernán Núñez, el Comendador Griego, el Pinciano лат. Fredenandus Nunius Pincianus; 1475, Вальядолид— 1553, Саламанка) — испанский учёный, гуманист, классический филолог, переводчик Библии, профессор риторики и греческого языка.

## Биография
Родился в семье Фернандо Нуньеса де Толедо — хрониста короля Кастилии и Леона Энрике IV, нотариуса, секретаря и казначея Изабеллы I королевы Кастилии. Его мать происходила из влиятельной семьи Гусмана.
В 1489 (по некоторым данным в 1490) году окончил испанскую коллегию Сан-Клементе в Болонье. Вернувшись в Испанию в 1498 году, стал служить наставником детей знатной семьи в Гранаде. Одновременно изучал классические языки, также иврит и арабский. Кардинал Ф. Хименес де Сиснерос нанял его в качестве цензора кардинальской переписки в Алькала-де-Энарес. Там Э. Нуньес приступил к работе над Библией Комплютенская Полиглотта, сосредоточившись на Септуагинте (Перевод семидесяти толковников).
В 1499 г. Э. Нуньес был назначен профессором риторики в открытом Мадридском университете Комплутенсе. С 1519 года он преподавал также греческий язык.
Во время восстания комунерос в 1520—1522 годах, против императорской власти императора Священной Римской империи Карла V, являвшегося также испанским королём под именем Карл I Э. Нуньес встал на сторону коммунеросов. После поражения восстания и правительственных репрессий ему удалось избежать казни.
Позже он преподавал в Университете Саламанки, заняв должность умершего Антонио де Небриха.
В 1525 году он ушёл из университета, чтобы полностью посвятить себя научным исследованиям.

## Научная деятельность
Работая над переводом на латынь с греческого первого печатного издания Библии в виде полиглотты, осуществлённого по желанию кардинала Хименеса в 1514—1517 годах, Э. Нуньес в текстовом поле использовал набор столбцов, в которых размещал текст на разных языках в столбцах напротив друг друга.
Похвально отозвался о главном труде Хуана де Мена, дидактической поэме «Laberinto de Fortuna» («Лабиринт Фортуны»), который появился в двух изданиях (Севилья, 1499 и Гранада, 1505).
В 1508 году он собрал и издал сборник пословиц и поговорок, впервые опубликованный в Севилье, который включал пословицы на многих языках, включая каталонский, галисийский, португальский, французский, итальянский, астурийский, арагонский, латинский и греческий. Работа эта была очень популярной: она была переиздавалась несколько раз, хотя и подвергалась цензуре (некоторые из его непристойных или иностранных пословиц были удалены). Этот труд вдохновил ряд подражателей в Испании и за рубежом.
В 1509 году Э. Нуньес перевёл «Историю Кастилии» и «Историю Богемии» папы Пия II. В 1519 году опубликовал греческий и латинский текст «К христианским юношам» Василия Великого.
Он автор критических исследований классических работ Плиния Старшего, Феокрита, Сенеки и Помпония Мела, которые в свое время пользовались большим авторитетом во всей Европе. Кроме того, изучал работы святого Иеронима.

## Избранные труды
- Glosa sobre las Trezientas de Juan de Mena, Sevilla (1499), Granada (1505)
- L. Annaei Senecae Opera, Basilea, 1529.
- Observationes Fredenandi Pintiani in loca obscura et depravata Hist. Natur. C. Plinii, Salamanca, 1544.
- Refranes de la lengua castellana, Salamanca, 1555.